# Cristina Bucșa
Cristina Bucșa (Chișinău, 1º gennaio 1998) è una tennista moldava naturalizzata spagnola.
Ha vinto 4 titoli in singolare e 9 titoli nel doppio nel circuito ITF in carriera. Il 15 gennaio 2024 ha raggiunto il best ranking mondiale nel singolare, n. 56 e il 10 giugno 2024 miglior piazzamento mondiale nel doppio, n. 19.

## Carriera

### 2013-2018: esordi, prime finali e titoli ITF
Cristina gioca il suo primo match da professionista nel marzo 2013, all'età di 15 anni, grazie ad una wildcard per il tabellone principale ricevuta dagli organizzatori del torneo da $10 000 di Madrid. Raggiunge la prima finale in carriera nel 2015 al torneo di Palmanova (Maiorca) dove viene sconfitta da Amanda Carreras con lo score di 5-7, 0-6. A settembre 2016 raggiunge un'altra finale, a Madrid, ma non conquista il titolo perdendo per mano della connazionale Nuria Párrizas Díaz. Vince il primo titolo in carriera sul cemento di Santarém battendo Valerija Savinych in finale. A luglio 2018 si qualifica per il torneo da $25 000 di Porto e senza perdere nemmeno un set si aggiudica il titolo avendo la meglio in finale su Jil Teichmann. Conclude l'anno raggiungendo un'altra finale, sulla terra rossa di Nules ma Elisabetta Cocciaretto si aggiudica il titolo battendo la spagnola in due set.

### 2019-2021: debutto WTA e primo tabellone principale in uno Slam
Nel 2019 batte la prima testa di serie e numero 117 del mondo Marie Bouzková in semifinale sul cemento di Monzón, e raggiunge la finale dove Nadia Podoroska vince in tre set aggiudicandosi il titolo. A luglio a Wimbledon disputa per la prima volta le qualificazioni di un torneo del Grande Slam in carriera e vince il primo match contro la nr 110 Whitney Osuigwe ma si ferma al secondo turno per mano della wildcard britannica Samantha Murray. Due settimane dopo vince il terzo titolo ITF a Vitoria imponendosi con un 6-0, 6-4 contro Shalimar Talbi in finale. Ad agosto prende parte alle qualificazioni degli US Open ma non supera il primo turno. Il mese seguente vince per la prima volta un torneo ITF da $60 000, a Nantes, battendo anche Tatjana Maria, numero 87 del mondo nei quarti di finale, mentre nell'atto finale prevale su Tamara Korpatsch in tre set. Conclude l'anno alla posizione numero 164 del ranking WTA.
Nel 2020 dopo le mancate qualificazioni ai tornei WTA di San Pietroburgo e di Lione debutta per la prima volta nel main draw di un torneo WTA 125 a Praga dopo lo stop forzato a causa della pandemia di COVID-19 e si spinge fino al terzo turno. A settembre viene nuovamente sconfitta in una finale ITF da Podoroska: nella finale W60+H di Saint-Malo la spagnola subisce un rimonta dalla tennista argentina (6-4, 5-7, 2-6). Nel 2021 debutta in un torneo WTA 250, a Bogotà dove perde in due set al primo turno. Raggiunge i quarti di finale al WTA 125 di Concord fermandosi contro Madison Brengle che ha la meglio in due set. Ad agosto entra per la prima volta in un tabellone principale di un torneo Slam, dopo aver vinto i tre turni di qualificazione agli US Open. Incontra la top 50 Teichmann che la estromette con lo score di 6-3, 6-4.

### 2022: prima semifinale WTA 125 e secondo turno agli US Open
Nel 2022 si qualifica per la prima volta anche agli Australian Open fermandosi però anche al primo turno, contro Alison Van Uytvanck. A maggio entra anche nel main draw degli Open di Francia dopo essersi imposta in due set su Olga Govortsova e Arina Rodionova e rimontando contro Laura Siegemund al turno decisivo di qualificazione. Al primo turno incontra Beatriz Haddad Maia costringendola ad un terzo set dopo aver vinto il secondo per 6-1. A luglio sulla terra rossa del Challenger di Contrexville si spinge fino alla semifinale che perde contro Sara Errani. Agli US Open si qualifica per il tabellone principale e vince a sorpresa il primo turno contro Kaja Juvan con un doppio 6-4 prima di venire eliminata da Danielle Collins. A novembre raggiunge un altro quarto di finale in un Challenger, ad Andorra, dove perde contro la futura vincitrice del torneo Alycia Parks. Conclude l'anno da numero 107 del ranking.

### 2023: ingresso in top100, terzo turno agli Australian Open, una vittoria in WTA 250 in doppio e doppia vittoria nelle WTA 125 agli Open di Limoges
Bucșa inizia l’anno alle qualificazioni del WTA 500 di Adelaide dove si ferma al primo turno per mano di Marta Kostjuk. Il 16 gennaio 2023 raggiunge il best ranking in singolare, al n.100 della classifica WTA. Prende poi parte agli Australian Open dove supera facilmente i tre turni di qualificazioni senza perdere un set, garantendosi così il posto nel main draw. Al primo turno rimonta il set iniziale su Eva Lys (2-6, 6-0, 6-2) come anche nel turno successivo vince contro la top50 Bianca Andreescu (2-6, 7-6(7), 6-4) in un match durato quasi tre ore . È costretta ad arrendersi al terzo turno contro la nr.1 del mondo Iga Świątek che concede alla spagnola un solo game (6-1, 6-0). Questo è stato finora il suo miglior risultato in un torneo del Grande Slam. All'Open di Lione vinse il suo primo titolo di doppio con Bibiane Schoofs. Di conseguenza, il 6 febbraio 2023, ha raggiunto un nuovo record di doppio in carriera al numero 61. A Indian Wells, ha raggiunto il secondo round di un WTA 1000 per la prima volta nella sua carriera, sconfiggendo Katie Swan come qualificazione.
Bucșa ha fatto il suo debutto nel tabellone principale al Torneo di Wimbledon, sconfiggendo Kamilla Rakhimova per la sua prima vittoria, prima di perdere contro Jessica Pegula, quarta testa di serie, al secondo turno. È entrata nel tabellone principale del Canadian Open, ma ha perso contro Petra Martić al primo turno. Ha raggiunto il secondo turno al suo debutto al Cincinnati Open, sconvolgendo la tredicesima testa di serie Belinda Bencic. Al Guadalajara Open, ha doppiato l'ex top ten Kristina Mladenovic. A metà dicembre, ha vinto il suo primo titolo WTA 125 agli Open di Limoges, battendo in finale Elsa Jacquemot. Vincendo anche il titolo di doppio di Limoges con la compagna Jana Sizikova sconfiggendo Oksana Kalashnikova e Maia Lumsden in finale.

### 2024: primo titolo WTA 1000 e 500, top 20 e bronzo olimpico in doppio
Bucșa ha iniziato la sua stagione a Brisbane e ha raggiunto la semifinale di doppio con la sua compagna Alexandra Panova. Si è qualificata per Adelaide come fortunata perdente in singolo e ha sconfitto Jasmine Paolini, prima di perdere contro la testa di serie Elena Rybakina al secondo turno. In seguito, il 15 gennaio 2024, ha raggiunto un nuovo ranking di singolo, il massimo della carriera, al numero 56. Agli Australian Open, ha raggiunto i quarti di finale di doppio con Panova. Di conseguenza, ha raggiunto la top 50 nel doppio. Continuando la sua campagna sul cemento, Bucșa ha partecipato all'Abu Dhabi Open dove, da fortunata perdente, ha raggiunto i quarti di finale e, ancora una volta, ha perso contro la testa di serie Elena Rybakina. A Doha, lei e la compagna Monica Niculescu hanno raggiunto i quarti di finale di doppio. Bucșa ha poi fatto il suo debutto ai Campionati di Dubai dove ha sostituito, anche lei come fortunata perdente, la quinta testa di serie Ons Jabeur al secondo turno, prima di perdere contro l'eventuale seconda classificata Anna Kalinskaya.
Testa di serie quarta nel singolare a Bogotá, Bucșa ha sconfitto You Xiaodi e Jule Niemeier, prima di perdere nei quarti contro la sua compagna di doppio Kamilla Rakhimova. Bucșa e Rakhimova hanno successivamente vinto il titolo di doppio a Bogotá sconfiggendo in finale la terza testa di serie composta da Anna Bondár e Irina Khromacheva, portando Bucșa al numero 38 della classifica di doppio più alta della carriera, l'8 aprile 2024. Ad Madrid Open 2024, Bucșa ha sconfitto Harriet Dart, prima di perdere al secondo turno contro la decima testa di serie Daria Kasatkina. Nel doppio, ottava testa di serie, lei e la connazionale Sara Sorribes Tormo hanno vinto il titolo dopo aver sconfitto Barbora Krejčíková e Laura Siegemund in finale, diventando la prima squadra di doppio tutta spagnola a vincere il torneo dei 1000 a Madrid. Questo è stato il suo primo titolo WTA 1000 e il 6 maggio 2024 l'ha portata al numero 27 della classifica di doppio più alta della carriera. Il mese successivo, Bucșa vinse il suo primo titolo di doppio WTA 500 a Strasburgo, insieme a Niculescu e sconfiggendo Asia Muhammad e Aldila Sutjiadi in finale. Sulla strada per il titolo, Bucșa e Niculescu hanno sconvolto in semifinale la seconda testa di serie composta da Demi Schuurs e Luisa Stefani.
Bucșa ha ottenuto la sua prima vittoria in singolo agli Open di Francia contro la qualificata Julija Starodubceva al primo turno, prima di perdere contro Elisabetta Cocciaretto al secondo. Nel doppio, lei e Niculescu hanno ribaltato la quattordicesima testa di serie composta da Sofia Kenin e Bethanie Mattek-Sands al secondo turno. Dopo il terzo turno della coppia agli Open di Francia, Bucșa ha raggiunto il numero 19 nel doppio in carriera e ha superato Sorribes Tormo come miglior giocatrice di doppio spagnola il 10 giugno 2024.
Comincia i Giochi Olimpici di Parigi 2024 cedendo al secondo turno, eliminata dalla canadese Leylah Annie Fernandez. In coppia con Sara Sorribes Tormo, invece, raggiunge la semifinale del doppio, arrendendosi alle russe Mirra Andreeva e Diana Shnaider con il punteggio di 1-6, 2-6. ma riusciranno a conquistare il bronzo battendo la coppia composta da Karolína Muchová e Linda Nosková con il punteggio di 6-2, 6-2.

## Statistiche WTA

### Doppio

#### Vittorie (6)
| Legenda              |
| -------------------- |
| Grande Slam (0)      |
| Ori Olimpici (0)     |
| WTA Finals (0)       |
| WTA Elite Trophy (0) |
| Dal 2021             |
| WTA 1000 (1)         |
| WTA 500 (1)          |
| WTA 250 (4)          |

| N. | Data            | Torneo                                   | Superficie  | Compagna            | Avversarie in finale               | Punteggio           |
| 1. | 5 febbraio 2023 | Open de Lyon, Lione                      | Cemento (i) | Bibiane Schoofs     | Olga Danilović Aleksandra Panova   | 7-6(5), 6-3         |
| 2. | 7 aprile 2024   | Copa Colsanitas, Bogotà                  | Terra rossa | Kamilla Rachimova   | Anna Bondár Irina Chromačëva       | 7-6(5), 3-6, [10-8] |
| 3. | 5 maggio 2024   | Madrid Open, Madrid                      | Terra rossa | Sara Sorribes Tormo | Barbora Krejčíková Laura Siegemund | 6-0, 6-2            |
| 4. | 25 maggio 2024  | Internationaux de Strasbourg, Strasburgo | Terra rossa | Monica Niculescu    | Asia Muhammad Aldila Sutjiadi      | 3-6, 6-4, [10-6]    |
|    | 4 agosto 2024   | Bronzo ai Giochi Olimpici, Parigi        | Terra rossa | Sara Sorribes Tormo | Karolína Muchová Linda Nosková     | 6-2, 6-2            |
| 5. | 24 agosto 2024  | Tennis in the Land, Cleveland            | Cemento     | Xu Yifan            | Shūko Aoyama Eri Hozumi            | 3-6, 6-3, [10-6]    |
| 6. | 6 aprile 2025   | Copa Colsanitas, Bogotà (2)              | Terra rossa | Sara Sorribes Tormo | Irina Bara Laura Pigossi           | 5-7, 6-2, [10-5]    |

#### Sconfitte (2)
| Legenda              |
| -------------------- |
| Grande Slam (0)      |
| Argenti Olimpici (0) |
| WTA Finals (0)       |
| WTA Elite Trophy (0) |
| Dal 2021             |
| WTA 1000 (1)         |
| WTA 500 (0)          |
| WTA 250 (1)          |

| N. | Data            | Torneo                    | Superficie | Compagna         | Avversarie in finale          | Punteggio           |
| 1. | 20 ottobre 2024 | Japan Women's Open, Osaka | Cemento    | Monica Niculescu | Ena Shibahara Laura Siegemund | 6-3, 2-6, [2-10]    |
| 2. | 30 marzo 2025   | Miami Open, Miami         | Cemento    | Miyu Katō        | Mirra Andreeva Diana Šnajder  | 3-6, 7-6(5), [2-10] |

## Circuito WTA 125

### Singolare

#### Vittorie (1)
| N. | Data             | Torneo                   | Superficie  | Avversaria in finale | Punteggio     |
| 1. | 17 dicembre 2023 | Open de Limoges, Limoges | Cemento (i) | Elsa Jacquemot       | 2-6, 6-1, 6-2 |

### Doppio

#### Vittorie (5)
| N. | Data             | Torneo                           | Superficie  | Compagna           | Avversarie in finale                  | Punteggio        |
| 1. | 4 dicembre 2022  | Andorrà Open, Andorra la Vella   | Cemento (i) | Weronika Falkowska | Angelina Gabueva Anastasija Zacharova | 7-6(4), 6-1      |
| 2. | 16 luglio 2023   | Grand Est Open 88, Contrexéville | Terra rossa | Alëna Fomina-Klotz | Amina Anšba Anastasia Dețiuc          | 4-6, 6-3, [10-7] |
| 3. | 10 dicembre 2023 | Open Angers Arena Loire, Angers  | Cemento (i) | Monica Niculescu   | Anna Danilina Aleksandra Panova       | 6-1, 6-3         |
| 4. | 17 dicembre 2023 | Open de Limoges, Limoges         | Cemento (i) | Jana Sizikova      | Oksana Kalašnikova Maia Lumsden       | 6-4, 6-1         |
| 5. | 6 giugno 2025    | Birmingham Open, Birmingham      | Erba        | Destanee Aiava     | Alicia Barnett Elixane Lechemia       | 6-4, 6-2         |

#### Sconfitte (2)
| N. | Data           | Torneo                       | Superficie | Compagna              | Avversarie in finale             | Punteggio           |
| 1. | 8 agosto 2021  | Thoreau Tennis Open, Concord | Cemento    | Usue Maitane Arconada | Peangtarn Plipuech Jessy Rompies | 6-3, 6(5)-7, [8-10] |
| 2. | 25 agosto 2023 | Chicago Challenger, Chicago  | Cemento    | Aleksandra Panova     | Ulrikke Eikeri Ingrid Neel       | w/o                 |

## Statistiche ITF

### Singolare

#### Vittorie (4)
| Torneo $100.000 (0) |
| Torneo $80.000 (0)  |
| Torneo $75.000 (0)  |
| Torneo $60.000 (1)  |
| Torneo $50.000 (0)  |
| Torneo $25.000 (2)  |
| Torneo $15.000 (1)  |
| Torneo $10.000 (0)  |

| N. | Data            | Torneo                                  | Superficie  | Avversaria in finale | Punteggio            |
| 1. | 28 maggio 2017  | Santarem Ladies Open, Santarém          | Cemento     | Valerija Savinych    | 6-4, 6-4             |
| 2. | 29 luglio 2018  | Porto Open, Porto                       | Terra rossa | Jil Teichmann        | 7–6(4), 6–1          |
| 3. | 28 luglio 2019  | Ciudad de Vittoria Femenino, Vitoria    | Cemento     | Shalimar Talbi       | 6-0, 6-4             |
| 4. | 3 novembre 2019 | Open GDF SUEZ Nantes Atlantique, Nantes | Cemento (i) | Tamara Korpatsch     | 6-2, 6(11)-7, 7-6(6) |

#### Sconfitte (5)
| Torneo $100.000 (0) |
| Torneo $80.000 (0)  |
| Torneo $75.000 (0)  |
| Torneo $60.000 (1)  |
| Torneo $50.000 (0)  |
| Torneo $25.000 (1)  |
| Torneo $15.000 (1)  |
| Torneo $10.000 (2)  |

| N. | Data              | Torneo                                                          | Superficie  | Avversaria in finale   | Punteggio     |
| 1. | 22 febbraio 2015  | ITF Women Palma Nova Calvia, Palma Nova                         | Terra rossa | Amanda Carreras        | 5–7, 0–6      |
| 2. | 25 settembre 2016 | Open Internacional Femenino Brezo Osuna, Madrid                 | Cemento     | Nuria Párrizas Díaz    | 4–6, 6–3, 5–7 |
| 3. | 25 novembre 2018  | VI Circuito Internacional Femenino Castellon Spain, Nules       | Terra rossa | Elisabetta Cocciaretto | 2-6, 6(2)-7   |
| 4. | 12 maggio 2019    | Torneo Internacional de Tenis Femenino Ciudad de Monzón, Monzón | Cemento     | Nadia Podoroska        | 2-6, 6-4, 2-6 |
| 5. | 13 settembre 2020 | Open GDF SUEZ de Bretagne, Saint-Malo                           | Terra rossa | Nadia Podoroska        | 6-4, 5-7, 2-6 |

### Doppio

#### Vittorie (9)
| Torneo $100.000 (0) |
| Torneo $80.000 (1)  |
| Torneo $75.000 (0)  |
| Torneo $60.000 (1)  |
| Torneo $50.000 (0)  |
| Torneo $25.000 (6)  |
| Torneo $15.000 (1)  |
| Torneo $10.000 (0)  |

| N. | Data              | Torneo                                                          | Superficie      | Compagna              | Avversarie in finale                 | Punteggio         |
| 1. | 25 novembre 2017  | Open Ciudad de Valencia, Valencia                               | Terra rossa     | Jana Sizikova         | Georgina García Pérez Andrea Gámiz   | 7–6(1), 7–6(5)    |
| 2. | 11 maggio 2018    | Torneo Internacional de Tenis Femenino Ciudad de Monzón, Monzón | Cemento         | Jana Sizikova         | Sarah Beth Grey Olivia Nicholls      | 6–2, 5–7, [10–8]  |
| 3. | 23 settembre 2018 | Open GDF SUEZ de Bretagne, Saint-Malo                           | Terra rossa     | María Fernanda Herazo | Alexandra Cadanțu Diāna Marcinkēviča | 4–6, 6–1, [10–8]  |
| 4. | 23 novembre 2018  | VI Circuito Internacional Femenino Castellon Spain, Nules       | Terra rossa     | Claudia Hoste Ferrer  | Marina Bassols Julia Payola          | 7–6(3), 6–3       |
| 5. | 23 febbraio 2019  | Altenkirchen Ladies Open, Altenkirchen                          | Sintetico (i)   | Rosalie van der Hoek  | Marie Benoît Katarzyna Piter         | 5–7, 6–3, [12–10] |
| 6. | 7 aprile 2019     | Óbidos Ladies Open, Óbidos                                      | Sintetico       | Georgina García Pérez | Sofia Šapatava Emily Webley-Smith    | 7-5, 7-5          |
| 7. | 27 aprile 2019    | ITF Women's Circuit Chiasso, Chiasso                            | Terra rossa     | Marta Kostjuk         | Sharon Fichman Jaimee Fourlis        | 6-1, 3-6, [10-7]  |
| 8. | 26 marzo 2022     | Open du Havre, Le Havre                                         | Terra rossa (i) | Georgina García Pérez | Diāna Marcinkēviča Chiara Scholl     | 6-4, 6-3          |
| 9. | 25 novembre 2022  | Open Ciudad de Valencia, Valencia                               | Terra rossa     | Ylena In-Albon        | Irina Chromačëva Iryna Šymanovič     | 6-3, 6-2          |

#### Sconfitte (10)
| Torneo $100.000 (0) |
| Torneo $80.000 (1)  |
| Torneo $75.000 (0)  |
| Torneo $60.000 (0)  |
| Torneo $50.000 (0)  |
| Torneo $25.000 (5)  |
| Torneo $15.000 (3)  |
| Torneo $10.000 (1)  |

| N.  | Data              | Torneo                                                               | Superficie  | Compagna              | Avversarie in finale                            | Punteggio           |
| 1.  | 9 maggio 2015     | Forte Village International Tournament, Pula                         | Terra rossa | Eva Guerrero Álvarez  | Priscilla Hon Aliona Bolsova Zadoinov           | 0-6, 3-6            |
| 2.  | 26 maggio 2017    | Santarem Ladies Open, Santarém                                       | Cemento     | Ksenija Kuznecova     | Valerija Savinych Valeryja Stracova             | 3-6, 2-6            |
| 3.  | 9 luglio 2017     | ITF Women's Circuit Getxo, Getxo                                     | Terra rossa | Noelia Zeballos       | Andrea Gámiz Aleksandrina Najdenova             | 2-6, 4-6            |
| 4.  | 2 settembre 2017  | Middelkerke Open, Middelkerke                                        | Terra rossa | Cristina Adamescu     | Sara Cakarevic Magali Kempen                    | 4–6, 6–4, [5–10]    |
| 5.  | 16 settembre 2017 | Open GDF SUEZ de Biarritz, Biarritz                                  | Terra rossa | Isabelle Wallace      | Irina Maria Bara Mihaela Buzărnescu             | 3-6, 1-6            |
| 6.  | 18 novembre 2017  | Circuito ITF Castellon Spain, Benicarló                              | Terra rossa | Elixane Lechemia      | Noelia Bouzo Zanotti Ángeles Moreno Barranquero | 3–6, 4–6            |
| 7.  | 30 giugno 2018    | Open GDF SUEZ du Périgord, Périgueux                                 | Terra rossa | María Herazo González | Eleni Kordolaimi Elixane Lechemia               | 4–6, 6–3, [9–11]    |
| 8.  | 28 luglio 2018    | Porto Open, Porto                                                    | Terra rossa | Ramu Ueda             | Montserrat González Laura Pigossi               | 5–7, 0–6            |
| 9.  | 12 ottobre 2018   | Obidos Ladies Open, Óbidos                                           | Sintetico   | Diāna Marcinkēviča    | Michaëlla Krajicek Ingrid Neel                  | 2-6, 2-6            |
| 10. | 9 novembre 2019   | Open International de Tennis Féminin de Saint-Etienne, Saint-Étienne | Cemento (i) | Julia Wachaczyk       | Marina Mel'nikova Laura Ioana Paar              | 3–6, 7–6(7), [9–11] |